# The Breaker (film 1916)
The Breaker è un film muto del 1916 diretto e sceneggiato da Fred E. Wright.

## Trama
Benché involontariamente, John Widder - un venditore porta a porta - si trova coinvolto nei traffici di Piazzia, un falsario. Quando il malvivente viene arrestato dalla polizia, Widder si rende conto che i soldi che gli ha affidato Piazzia sono falsi. Ma, spaventato, non sa come comportarsi. La polizia, che sospetta di lui, gli mette alle costole Alice Treadwell, una vicina di casa. Alice e John fanno amicizia e quando lei gli confida i suoi problemi economici, John l'aiuta finanziariamente. La donna capisce che John non ha mai avuto niente a che fare con il falsario. Gli fa restituire il denaro e, dopo aver ricevuto duemila dollari di premio, i due decidono di sposarsi.

## Produzione
Il film, che fu prodotto dalla Essanay Film Manufacturing Company, venne girato nell'Illinois con una cinepresa Bell & Howell.

## Distribuzione
Distribuito dalla K-E-S-E Service, il film uscì nelle sale cinematografiche statunitensi il 4 dicembre 1916.